# Olympische Sommerspiele 1964/Teilnehmer (Sowjetunion)
| Gelbes Symbol für Goldmedaillen mit stilisierten Olympischen Ringen | Graues Symbol für Silbermedaillen mit stilisierten Olympischen Ringen | Braundes Symbol für Bronzemedaillen mit stilisierten Olympischen Ringen |
| ------------------------------------------------------------------- | --------------------------------------------------------------------- | ----------------------------------------------------------------------- |
| 30                                                                  | 31                                                                    | 35                                                                      |

Die Sowjetunion nahm an den Olympischen Sommerspielen 1964 in Tokio mit einer Delegation von 317 Athleten (254 Männer und 63 Frauen) an 154 Wettkämpfen in 19 Sportarten teil.
Die sowjetischen Sportler gewannen 30 Gold-, 31 Silber- und 35 Bronzemedaillen, womit die Sowjetunion den zweiten Platz im Medaillenspiegel belegte. Erfolgreichste Athletin war die Turnerin Larissa Latynina, die je zwei Gold-, Silber- und Bronzemedaillen gewann. Fahnenträger bei der Eröffnungsfeier war der Gewichtheber Juri Wlassow.

## Teilnehmer nach Sportarten

### Basketball
- Silber 
Armenak Alatschatschjan
Mykola Bahlej
Wjatscheslaw Chrynin
Juris Kalniņš
Juri Kornejew
Jānis Krūmiņš
Jaak Lipso
Lewan Mosseschwili
Valdis Muižnieks
Alexander Petrow
Alexander Trawin
Gennadi Wolnow
Trainer: Alexander Gomelski

### Boxen
- Stanislaw Sorokin
Fliegengewicht: Bronze
- Oleg Grigorjew
Bantamgewicht: im Viertelfinale ausgeschieden
- Stanislaw Stepaschkin
Federgewicht: Gold
- Wilikton Barannikow
Leichtgewicht: Silber
- Jewgeni Frolow
Halbweltergewicht: Silber
- Ričardas Tamulis
Weltergewicht: Silber
- Boris Lagutin
Halbmittelgewicht: Gold
- Waleri Popentschenko
Mittelgewicht: Gold
- Alexei Kisseljow
Halbschwergewicht: Silber
- Wadim Jemeljanow
Schwergewicht: Bronze

### Fechten
Männer
- Wiktor Schdanowitsch
Florett: 9. Platz
Florett Mannschaft: Gold
- German Sweschnikow
Florett: 9. Platz
Florett Mannschaft: Gold
- Mark Midler
Florett: 9. Platz
Florett Mannschaft: Gold
- Juri Sissikin
Florett Mannschaft: Gold
- Juri Scharow
Florett Mannschaft: Gold
- Hryhorij Kriss
Degen: Gold 
Degen Mannschaft: 7. Platz
- Guram Kostawa
Degen: Bronze 
Degen Mannschaft: 7. Platz
- Bruno Habārovs
Degen: im Viertelfinale ausgeschieden
Degen Mannschaft: 7. Platz
- Arnold Tscharnuschewitsch
Degen Mannschaft: 7. Platz
- Alexei Nikantschikow
Degen Mannschaft: 7. Platz
- Juri Smoljakow
Degen Mannschaft: 7. Platz
- Umjar Mawlichanow
Säbel: Bronze 
Säbel Mannschaft: Gold
- Jakow Rylski
Säbel: 4. Platz
Säbel Mannschaft: Gold
- Mark Rakita
Säbel: 9. Platz
Säbel Mannschaft: Gold
- Boris Melnikow
Säbel Mannschaft: Gold
- Nugsar Assatiani
Säbel Mannschaft: Gold

Frauen
- Galina Gorochowa
Florett: 4. Platz
Florett Mannschaft: Silber
- Walentina Rastworowa
Florett: 9. Platz
Florett Mannschaft: Silber
- Walentina Prudskowa
Florett: im Viertelfinale ausgeschieden
Florett Mannschaft: Silber
- Tatjana Petrenko
Florett Mannschaft: Silber
- Ljudmila Schischowa
Florett Mannschaft: Silber

### Gewichtheben
- Alexei Wachonin
Bantamgewicht: Gold
- Wladimir Kaplunow
Leichtgewicht: Silber
- Wiktor Kurenzow
Mittelgewicht: Silber
- Rudolf Pljukfelder
Halbschwergewicht: Gold
- Wladimir Golowanow
Mittelschwergewicht: Gold
- Leonid Schabotinski
Schwergewicht: Gold
- Juri Wlassow
Schwergewicht: Silber

### Judo
- Ārons Bogoļubovs
Leichtgewicht: Bronze
- Oleg Stepanow
Leichtgewicht: Bronze
- Ansor Kiknadse
Schwergewicht: Bronze
- Parnaos Tschikwiladse
Schwergewicht: Bronze

### Kanu
Männer
- Igor Pissarew
Einer-Kajak 1000 m: 9. Platz
- Erik Kalugin
Zweier-Kajak 1000 m: 7. Platz
- Ibrohim Hassanow
Zweier-Kajak 1000 m: 7. Platz
- Wolodymyr Morosow
Vierer-Kajak 1000 m: Gold
- Anatoli Grischin
Vierer-Kajak 1000 m: Gold
- Wjatscheslaw Ionow
Vierer-Kajak 1000 m: Gold
- Mykola Tschuschykow
Vierer-Kajak 1000 m: Gold
- Jewgeni Penjajew
Einer-Canadier 1000 m: Bronze
- Andrij Chimitsch
Zweier-Canadier 1000 m: Gold
- Stepan Oschtschepkow
Zweier-Canadier 1000 m: Gold

Frauen
- Ljudmila Pinajewa
Einer-Kajak 500 m: Gold
- Nina Grusinzewa
Zweier-Kajak 500 m: 4. Platz
- Antonina Seredina
Zweier-Kajak 500 m: 4. Platz

### Leichtathletik
Männer
- Edwin Osolin
100 m: im Viertelfinale ausgeschieden
200 m: im Viertelfinale ausgeschieden
4-mal-100-Meter-Staffel: 5. Platz
- Ghusman Qossanow
100 m: im Vorlauf ausgeschieden
4-mal-100-Meter-Staffel: 5. Platz
- Boris Subow
200 m: im Viertelfinale ausgeschieden
4-mal-100-Meter-Staffel: 5. Platz
- Boris Sawtschuk
200 m: im Vorlauf ausgeschieden
4-mal-100-Meter-Staffel: 5. Platz
- Wiktor Bytschkow
400 m: im Viertelfinale ausgeschieden
4-mal-400-Meter-Staffel: 7. Platz
- Hryhorij Swerbetow
400 m: im Viertelfinale ausgeschieden
4-mal-400-Meter-Staffel: 7. Platz
- Wadym Archyptschuk
400 m: im Viertelfinale ausgeschieden
4-mal-400-Meter-Staffel: 7. Platz
- Waleri Bulyschew
800 m: im Halbfinale ausgeschieden
- Rein Tölp
800 m: im Halbfinale ausgeschieden
- Abram Krywoschejew
800 m: im Halbfinale ausgeschieden
- Iwan Belyzkyj
1500 m: im Vorlauf ausgeschieden
- Nikolai Dutow
5000 m: 7. Platz
10.000 m: Rennen nicht beendet
- Stepan Bajdjuk
5000 m: 10. Platz
- Kęstutis Orentas
5000 m: im Vorlauf ausgeschieden
- Leonid Iwanow
10.000 m: 5. Platz
- Pjotr Bolotnikow
10.000 m: 25. Platz
- Nikolai Tichomirow
Marathon: 22. Platz
- Nikolai Abramow
Marathon: 26. Platz
- Wiktor Baikow
Marathon: Rennen nicht beendet
- Anatoli Michailow
110 m Hürden: Bronze
- Alexander Kontarew
110 m Hürden: im Halbfinale ausgeschieden
- Walentin Tschistjakow
110 m Hürden: im Halbfinale ausgeschieden
- Wassyl Anissimow
400 m Hürden: 7. Platz
4-mal-400-Meter-Staffel: 7. Platz
- Edvīns Zāģeris
400 m Hürden: im Halbfinale ausgeschieden
- Imants Kukličs
400 m Hürden: im Vorlauf ausgeschieden
- Iwan Bjeljajew
3000 m Hindernis: Bronze
- Adolfas Aleksejūnas
3000 m Hindernis: 7. Platz
- Lasar Narodizki
3000 m Hindernis: im Vorlauf ausgeschieden
- Wolodymyr Holubnytschyj
20 km Gehen: Bronze
- Gennadi Solodow
20 km Gehen: 5. Platz
- Barys Chralowitsch
20 km Gehen: 7. Platz
- Anatoli Wedjakow
50 km Gehen: 7. Platz
- Gennadi Agapow
50 km Gehen: 12. Platz
- Jewgeni Ljungin
50 km Gehen: 18. Platz
- Waleri Brumel
Hochsprung: Gold
- Robert Schawlakadse
Hochsprung: 5. Platz
- Waleri Skworzow
Hochsprung: 14. Platz
- Hennadij Blesnizow
Stabhochsprung: 5. Platz
- Igor Feld
Stabhochsprung: 9. Platz
- Sergei Djomin
Stabhochsprung: 15. Platz
- Igor Ter-Owanessjan
Weitsprung: Bronze
- Antanas Vaupšas
Weitsprung: 14. Platz
- Leonid Barkowskyj
Weitsprung: 15. Platz
- Oleg Fjodossejew
Dreisprung: Silber
- Wiktor Krawtschenko
Dreisprung: Bronze
- Witold Krejer
Dreisprung: 16. Platz
- Nikolai Karassjow
Kugelstoßen: 6. Platz
- Adolfas Varanauskas
Kugelstoßen: 8. Platz
- Wiktor Lipsnis
Kugelstoßen: 16. Platz
- Wladimir Trussenjow
Diskuswurf: 8. Platz
- Kim Buchanzow
Diskuswurf: 9. Platz
- Wiktor Kompanijez
Diskuswurf: 12. Platz
- Ramuald Klim
Hammerwurf: Gold
- Juri Nikulin
Hammerwurf: 4. Platz
- Juri Bakarinow
Hammerwurf: 5. Platz
- Jānis Lūsis
Speerwurf: Bronze
- Wladimir Kusnezow
Speerwurf: 8. Platz
- Wiktor Aksjonow
Speerwurf: 17. Platz
- Rein Aun
Zehnkampf: Silber
- Wassili Kusnezow
Zehnkampf: 7. Platz
- Mychajlo Storoschenko
Zehnkampf: 8. Platz

Frauen
- Galina Popowa
100 m: im Halbfinale ausgeschieden
4-mal-100-Meter-Staffel: 4. Platz
- Renāte Lāce
100 m: im Halbfinale ausgeschieden
4-mal-100-Meter-Staffel: 4. Platz
- Galina Gaida
100 m: im Viertelfinale ausgeschieden
200 m: im Vorlauf ausgeschieden
4-mal-100-Meter-Staffel: 4. Platz
- Ljudmila Samotjossowa
200 m: 5. Platz
4-mal-100-Meter-Staffel: 4. Platz
- Marija Itkina
400 m: 5. Platz
- Laine Erik
800 m: 6. Platz
- Wera Muchanowa
800 m: im Halbfinale ausgeschieden
- Soja Skobzowa
800 m: im Halbfinale ausgeschieden
- Irina Press
80 m Hürden: 4. Platz
Kugelstoßen: 6. Platz
Fünfkampf: Gold
- Tatjana Talyschewa
80 m Hürden: im Halbfinale ausgeschieden
Weitsprung: 10. Platz
- Galina Bystrowa
80 m Hürden: im Halbfinale ausgeschieden
Fünfkampf: Bronze
- Taissija Tschentschik
Hochsprung: Bronze
- Galina Kostenko
Hochsprung: 16. Platz
- Tatjana Schtschelkanowa
Weitsprung: Bronze
- Aida Tschuiko
Weitsprung: 11. Platz
- Tamara Press
Kugelstoßen: Gold 
Diskuswurf: Gold
- Galina Sybina
Kugelstoßen: Bronze
- Jewgenija Kusnezowa
Diskuswurf: 5. Platz
- Nina Ponomarjowa
Diskuswurf: 11. Platz
- Jelena Gortschakowa
Speerwurf: Bronze
- Birutė Kalėdienė
Speerwurf: 4. Platz
- Elvīra Ozoliņa
Speerwurf: 5. Platz
- Marija Sisjakowa
Fünfkampf: 10. Platz

### Moderner Fünfkampf
- Igor Nowikow
Einzel: Silber 
Mannschaft: Gold
- Albert Mokejew
Einzel: Bronze 
Mannschaft: Gold
- Wiktor Minejew
Einzel: 5. Platz
Mannschaft: Gold

### Radsport
- Gainan Saidchuschin
Straßenrennen: 41. Platz
Straßenrennen Mannschaftszeitfahren: 5. Platz
- Anatoli Olisarenko
Straßenrennen: 56. Platz
Straßenrennen Mannschaftszeitfahren: 5. Platz
- Juri Melichow
Straßenrennen: 60. Platz
Straßenrennen Mannschaftszeitfahren: 5. Platz
- Alexei Petrow
Straßenrennen: 62. Platz
Straßenrennen Mannschaftszeitfahren: 5. Platz
- Waleri Chitrow
Bahn Sprint: in der 6. Runde ausgeschieden
- Omar Pchakadse
Bahn Sprint: in der 6. Runde ausgeschieden
- Wiktor Logunow
Bahn 1000 m Zeitfahren: 9. Platz
Bahn Tandem Sprint 2000 m: Silber
- Imants Bodnieks
Bahn Tandem Sprint 2000 m: Silber
- Stanislaw Moskwin
Bahn Einerverfolgung 4000 m: 5. Platz
Bahn Mannschaftsverfolgung 4000 m: 5. Platz
- Leonid Kolumbet
Bahn Mannschaftsverfolgung 4000 m: 5. Platz
- Dzintars Lācis
Bahn Mannschaftsverfolgung 4000 m: 5. Platz
- Sergei Tereschtschenkow
Bahn Mannschaftsverfolgung 4000 m: 5. Platz

### Reiten
- Sergei Filatow
Dressur: Bronze 
Dressur Mannschaft: Bronze
- Iwan Kisimow
Dressur: 10. Platz
Dressur Mannschaft: Bronze
- Iwan Kalita
Dressur: 15. Platz
Dressur Mannschaft: Bronze
- Iwan Semjonow
Springreiten: 28. Platz
Springreiten Mannschaft: 11. Platz
- Alexander Purtow
Springreiten: 36. Platz
Springreiten Mannschaft: 11. Platz
- Andrei Faworski
Springreiten: ausgeschieden
Springreiten Mannschaft: 11. Platz
- German Gasjumow
Vielseitigkeitsreiten: 10. Platz
Vielseitigkeitsreiten Mannschaft: 5. Platz
- Boris Konkow
Vielseitigkeitsreiten: 19. Platz
Vielseitigkeitsreiten Mannschaft: 5. Platz
- Pawel Dejew
Vielseitigkeitsreiten: 21. Platz
Vielseitigkeitsreiten Mannschaft: 5. Platz
- Saibattal Mursalimow
Vielseitigkeitsreiten: 26. Platz
Vielseitigkeitsreiten Mannschaft: 5. Platz

### Ringen
- Armais Sayadov
Fliegengewicht, griechisch-römisch: in der 3. Runde ausgeschieden
- Wladlen Trostjanski
Bantamgewicht, griechisch-römisch: Silber
- Roman Rurua
Federgewicht, griechisch-römisch: Silber
- Dawit Gwanzeladse
Leichtgewicht, griechisch-römisch: Bronze
- Anatoli Kolessow
Weltergewicht, griechisch-römisch: Gold
- Walentin Olenik
Mittelgewicht, griechisch-römisch: 4. Platz
- Rostom Abaschidse
Halbschwergewicht, griechisch-römisch: 5. Platz
- Anatoli Roschtschin
Schwergewicht, griechisch-römisch: Silber
- Ali Alijew
Fliegengewicht, Freistil: 4. Platz
- Aydın İbrahimov
Bantamgewicht, Freistil: Bronze
- Nodar Chochaschwili
Federgewicht, Freistil: Bronze
- Sarbeg Beriaschwili
Leichtgewicht, Freistil: 6. Platz
- Guliko Sagaradse
Weltergewicht, Freistil: Silber
- Schota Lomidse
Mittelgewicht, Freistil: in der 3. Runde ausgeschieden
- Alexander Medwed
Halbschwergewicht, Freistil: Gold
- Alexander Iwanizki
Schwergewicht, Freistil: Gold

### Rudern
- Wjatscheslaw Iwanow
Einer: Gold
- Oleg Tjurin
Doppel-Zweier: Gold
- Boris Dubrowski
Doppel-Zweier: Gold
- Walentin Boreiko
Zweier ohne Steuermann: im Halbfinale ausgeschieden
- Oleg Golowanow
Zweier ohne Steuermann: im Halbfinale ausgeschieden
- Leonid Rakowschtschik
Zweier mit Steuermann: 4. Platz
- Nikolai Safronow
Zweier mit Steuermann: 4. Platz
- Igor Rudakow
Zweier mit Steuermann: 4. Platz
- Celestinas Jucys
Vierer ohne Steuermann: 7. Platz
- Eugenijus Levickas
Vierer ohne Steuermann: 7. Platz
- Jonas Motiejūnas
Vierer ohne Steuermann: 7. Platz
- Anatoli Sass
Vierer ohne Steuermann: 7. Platz
- Anatolij Tkatschuk
Vierer mit Steuermann: 5. Platz
- Boris Kusmin
Vierer mit Steuermann: 5. Platz
- Witali Kurdtschenko
Vierer mit Steuermann: 5. Platz
- Wladimir Jewsejew
Vierer mit Steuermann: 5. Platz
- Anatoli Lusgin
Vierer mit Steuermann: 5. Platz
- Wolodymyr Sterlyk
Achter mit Steuermann: 5. Platz
- Juri Lorenzson
Achter mit Steuermann: 5. Platz
- Juri Suslin
Achter mit Steuermann: 5. Platz
- Juozas Jagelavičius
Achter mit Steuermann: 5. Platz
- Petras Karla
Achter mit Steuermann: 5. Platz
- Vytautas Briedis
Achter mit Steuermann: 5. Platz
- Zigmas Jukna
Achter mit Steuermann: 5. Platz
- Antanas Bagdonavičius
Achter mit Steuermann: 5. Platz
- Ričardas Vaitkevičius
Achter mit Steuermann: 5. Platz

### Schießen
- Igor Bakalow
Schnellfeuerpistole 25 m: 7. Platz
- Alexander Sabelin
Schnellfeuerpistole 25 m: 16. Platz
- Albert Udatschin
Freie Pistole 50 m: 11. Platz
- Jewgeni Rasskasow
Freie Pistole 50 m: 21. Platz
- Schota Kweliaschwili
Freies Gewehr Dreistellungskampf 300 m: Silber
- Aleksandrs Gerasimjonoks
Freies Gewehr Dreistellungskampf 300 m: 4. Platz
- Wiktor Schamburkin
Kleinkalibergewehr Dreistellungskampf 50 m: 9. Platz
Kleinkalibergewehr liegend 50 m: 21. Platz
- Wladimir Tschujan
Kleinkalibergewehr Dreistellungskampf 50 m: 11. Platz
Kleinkalibergewehr liegend 50 m: 20. Platz
- Pāvels Seničevs
Trap: Silber
- Sergei Kalinin
Trap: 22. Platz

### Schwimmen
Männer
- Wladimir Schuwalow
100 m Freistil: im Halbfinale ausgeschieden
4-mal-100-Freistil-Staffel: 6. Platz
4-mal-100-Lagen-Staffel: 4. Platz
- Wiktor Semtschenkow
100 m Freistil: im Vorlauf ausgeschieden
4-mal-100-Freistil-Staffel: 6. Platz
4-mal-100-Lagen-Staffel: 4. Platz
- Juri Sumzow
100 m Freistil: im Vorlauf ausgeschieden
4-mal-100-Freistil-Staffel: 6. Platz
- Semjon Beliz-Geiman
400 m Freistil: 8. Platz
4-mal-200-Freistil-Staffel: 7. Platz
- Jewgeni Nowikow
400 m Freistil: im Vorlauf ausgeschieden
4-mal-200-Freistil-Staffel: 7. Platz
- Alexander Paramonow
400 m Freistil: im Vorlauf ausgeschieden
4-mal-200-Freistil-Staffel: 7. Platz
- Wiktor Masanow
200 m Rücken: 6. Platz
4-mal-100-Freistil-Staffel: 6. Platz
4-mal-100-Lagen-Staffel: 4. Platz
- Wladimir Beresin
4-mal-100-Freistil-Staffel: 6. Platz
4-mal-200-Freistil-Staffel: 7. Platz
- Heorhij Prokopenko
200 m Brust: Silber 
4-mal-100-Lagen-Staffel: 4. Platz
- Aleksandre Tutakaewi
200 m Brust: 4. Platz
4-mal-100-Lagen-Staffel: 4. Platz
- Wladimir Kossinski
200 m Brust: 8. Platz
- Walentin Kusmin
200 m Schmetterling: 5. Platz
4-mal-100-Lagen-Staffel: 4. Platz
- Oleg Fotin
200 m Schmetterling: im Vorlauf ausgeschieden

Frauen
- Natalja Ustinowa
100 m Freistil: im Vorlauf ausgeschieden
4-mal-100-Lagen-Staffel: Bronze
- Natalja Bystrowa
100 m Freistil: im Vorlauf ausgeschieden
400 m Freistil: im Vorlauf ausgeschieden
4-mal-100-Lagen-Staffel: Bronze
- Natalja Michailowa
400 m Freistil: im Vorlauf ausgeschieden
100 m Rücken: im Vorlauf ausgeschieden
- Tatjana Saweljewa
100 m Rücken: im Vorlauf ausgeschieden
4-mal-100-Lagen-Staffel: Bronze
- Galina Prosumenschtschikowa
200 m Brust: Gold
- Swetlana Babanina
200 m Brust: Bronze 
4-mal-100-Lagen-Staffel: Bronze
- Walentyna Jakowlewa
100 m Schmetterling: im Vorlauf ausgeschieden
- Tatjana Dewjatowa
100 m Schmetterling: im Vorlauf ausgeschieden
4-mal-100-Lagen-Staffel: Bronze

### Segeln
- Alexander Tschutschelow
Finn-Dinghy: 12. Platz
- Timir Pinegin
Star: 5. Platz
- Fjodor Schutkow
Star: 5. Platz
- Alexander Schelkownikow
Flying Dutchman: 5. Platz
- Wiktor Piltschin
Flying Dutchman: 5. Platz
- Juri Schawrin
Drachen: 9. Platz
- Lew Alexejew
Drachen: 9. Platz
- Waleri Nikolin
Drachen: 9. Platz
- Konstantin Alexandrow
5,5-Meter-Klasse: 13. Platz
- Konstantin Melgunow
5,5-Meter-Klasse: 13. Platz
- Walentin Samotaikin
5,5-Meter-Klasse: 13. Platz

### Turnen
Männer
- Wiktor Lissizki
Einzelmehrkampf: Silber 
Boden: Silber 
Pferdsprung: Silber 
Barren: 5. Platz
Reck: 4. Platz
Ringe: 9. Platz
Seitpferd: 14. Platz
Mannschaftsmehrkampf: Silber
- Boris Schachlin
Einzelmehrkampf: Silber 
Boden: 14. Platz
Pferdsprung: 5. Platz
Barren: 9. Platz
Reck: Gold 
Ringe: Bronze 
Seitpferd: 7. Platz
Mannschaftsmehrkampf: Silber
- Wiktor Leontjew
Einzelmehrkampf: 10. Platz
Boden: 4. Platz
Pferdsprung: 30. Platz
Barren: 10. Platz
Reck: 10. Platz
Ringe: 4. Platz
Seitpferd: 17. Platz
Mannschaftsmehrkampf: Silber
- Juri Zapenko
Einzelmehrkampf: 11. Platz
Boden: 6. Platz
Pferdsprung: 24. Platz
Barren: 14. Platz
Reck: 17. Platz
Ringe: 14. Platz
Seitpferd: Bronze 
Mannschaftsmehrkampf: Silber
- Juri Titow
Einzelmehrkampf: 13. Platz
Boden: 26. Platz
Pferdsprung: 9. Platz
Barren: 14. Platz
Reck: Silber 
Ringe: 7. Platz
Seitpferd: 25. Platz
Mannschaftsmehrkampf: Silber
- Sergei Diomidow
Einzelmehrkampf: 14. Platz
Boden: 9. Platz
Pferdsprung: 9. Platz
Barren: 4. Platz
Reck: 21. Platz
Ringe: 16. Platz
Seitpferd: 14. Platz
Mannschaftsmehrkampf: Silber

Frauen
- Larissa Latynina
Einzelmehrkampf: Silber 
Boden: Gold 
Pferdsprung: Silber 
Stufenbarren: Bronze 
Schwebebalken: Bronze 
Mannschaftsmehrkampf: Gold
- Polina Astachowa
Einzelmehrkampf: Bronze 
Boden: Silber 
Pferdsprung: 7. Platz
Stufenbarren: Gold 
Schwebebalken: 4. Platz
Mannschaftsmehrkampf: Gold
- Alena Waltschezkaja
Einzelmehrkampf: 8. Platz
Boden: 13. Platz
Pferdsprung: 5. Platz
Stufenbarren: 24. Platz
Schwebebalken: 7. Platz
Mannschaftsmehrkampf: Gold
- Tamara Samotailowa
Einzelmehrkampf: 13. Platz
Boden: 18. Platz
Pferdsprung: 26. Platz
Stufenbarren: 6. Platz
Schwebebalken: 17. Platz
Mannschaftsmehrkampf: Gold
- Tamara Manina
Einzelmehrkampf: 14. Platz
Boden: 10. Platz
Pferdsprung: 26. Platz
Stufenbarren: 37. Platz
Schwebebalken: Silber 
Mannschaftsmehrkampf: Gold
- Ljudmila Gromowa
Einzelmehrkampf: 30. Platz
Boden: 16. Platz
Pferdsprung: 22. Platz
Stufenbarren: 54. Platz
Schwebebalken: 22. Platz
Mannschaftsmehrkampf: Gold

### Volleyball
Männer
- Gold 
Juri Tschesnokow
Waleri Kalatschichin
Georgi Mondsolewski
Jurij Pojarkow
Ivans Bugajenkovs
Nikolai Burobin
Witali Kowalenko
Eduard Sibirjakow
Dmitri Woskoboinikow
Jurij Wenherowskyj
Wascha Katscharawa

Frauen
- Silber 
Ljudmila Buldakowa
Inna Ryskal
Walentina Winogradowa
Astra Biltauere
Marita Katuschewa
Ninel Lukanina
Nelli Abramowa
Tatjana Roschtschina
Antonina Ryschowa
Tamara Tichonina
Ljudmyla Hurejewa
Walentyna Myschak

### Wasserball
- Bronze 
Wiktor Agejew
Senon Bortkewitsch
Igor Grabowski
Boris Grischin
Eduard Jegorow
Nikolai Kalaschnikow
Nikolay Kuznetsov
Wladimir Kusnezow
Leonid Ossipow
Boris Popow
Wladimir Semjonow

### Wasserspringen
Männer
- Boris Poluljach
3 m Kunstspringen: 6. Platz
- Michail Safonow
3 m Kunstspringen: 7. Platz
- Wladimir Wassin
3 m Kunstspringen: 8. Platz
- Wiktor Palagin
10 m Turmspringen: 5. Platz
- Igor Lobanow
10 m Turmspringen: 12. Platz
- Wiktor Pogoschew
10 m Turmspringen: 13. Platz

Frauen
- Tamara Fedosowa
3 m Kunstspringen: 5. Platz
- Jelena Anochina
3 m Kunstspringen: 6. Platz
- Wera Baklanowa
3 m Kunstspringen: 12. Platz
- Galina Alexejewa
10 m Turmspringen: Bronze
- Natalja Kusnezowa
10 m Turmspringen: 7. Platz
- Tatjana Dschenejewa
10 m Turmspringen: 12. Platz